# Emajõgi

Emajõgi är en flod i sydöstra Estland som rinner från sjön Võrtsjärv i väster, genom staden Tartu, till sjön Peipus i öster. Floden är 99 kilometer lång och är Estlands näst största flod sett till vattenföring. Den flyter stilla fram och med en fallhöjd på endast fyra meter är den landets enda fullt segelbara flod. Floden kallas ibland för Suur Emajõgi ("Stora Emajõgi") för att undvika sammanblandning med Väike Emajõgi ("Lilla Emajõgi"). Den senare är Emajõgis 87 km långa förlängning som mynnar i södra delen av Võrtsjärv.

## Fotogalleri

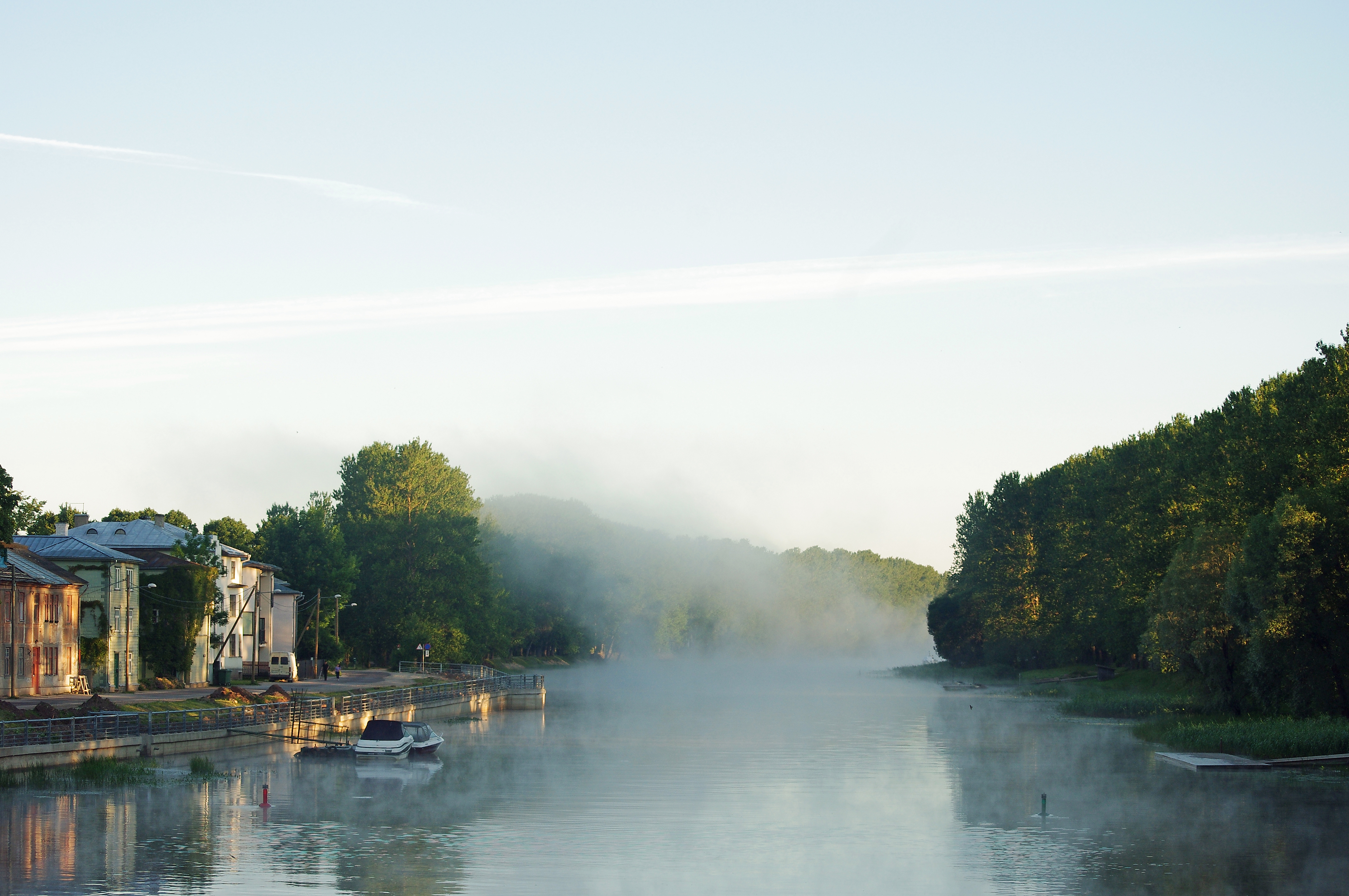
Floden sedd från Jänese järnvägsbro
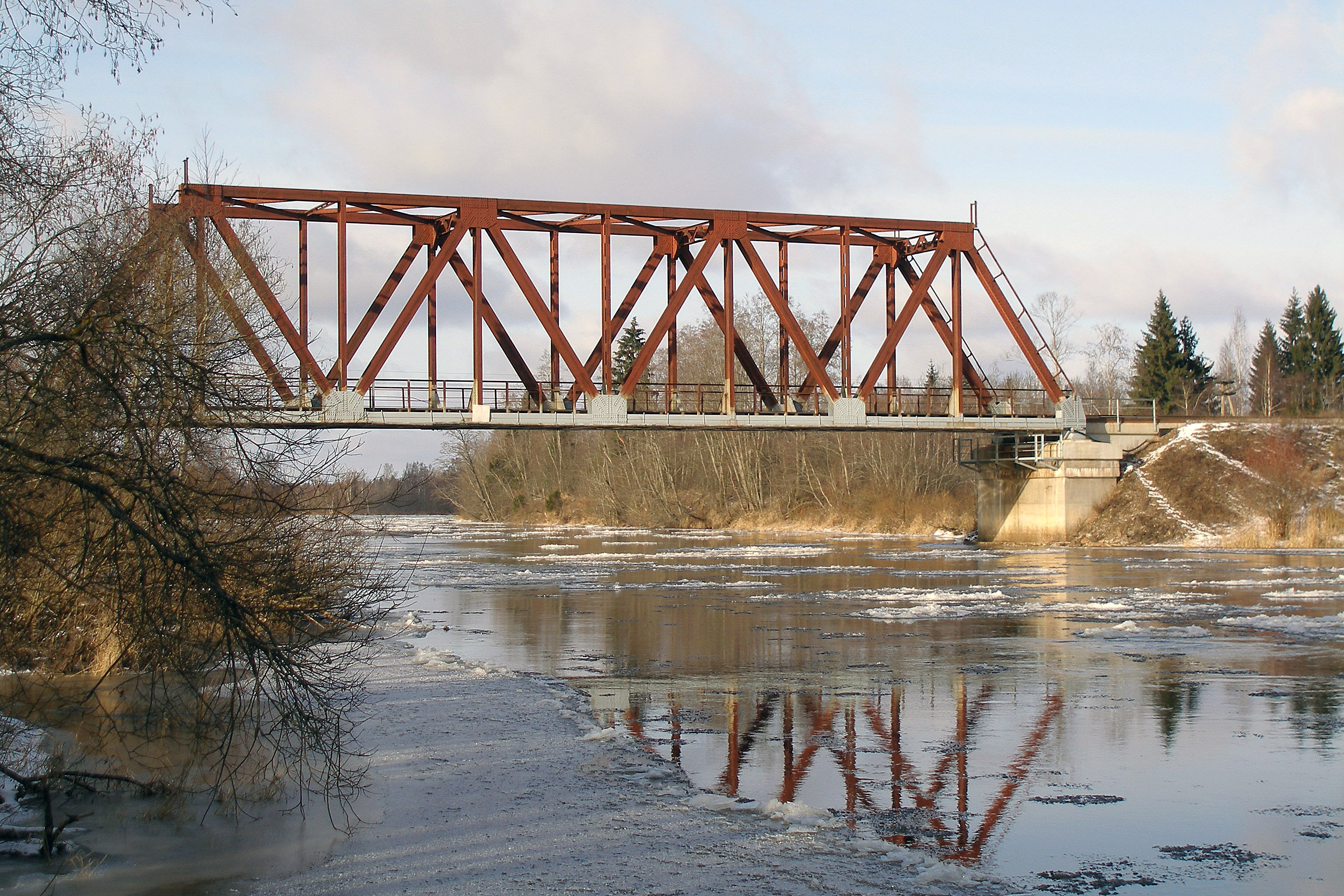
Jänese järnvägsbro